# Ріхерт Михайло Вільгельмович
Михайло Вільгельмович Ріхерт (1853 — 1926) — спадковий почесний громадянин, київський купець 2-ї гільдії, один із найбільших виробників цегли. Здобув технічну освіту. У 1894 році Михайло Ріхерт придбав цегельний та суміжний з ним пивоварні заводи. У документах Київського міського товариства взаємного кредиту 1894 року є відомості про те, що спадковий почесний громадянин Михайло Вільгельмович Ріхерт вступив тут у володіння нерухомим майном. В середині минулого століття 85 % всієї продукції, що випускалася цегельним заводом використовувалася для потреб будівництва Києва. Один із засновників Київського яхт-клубу у 1887 році.

## Сім'я

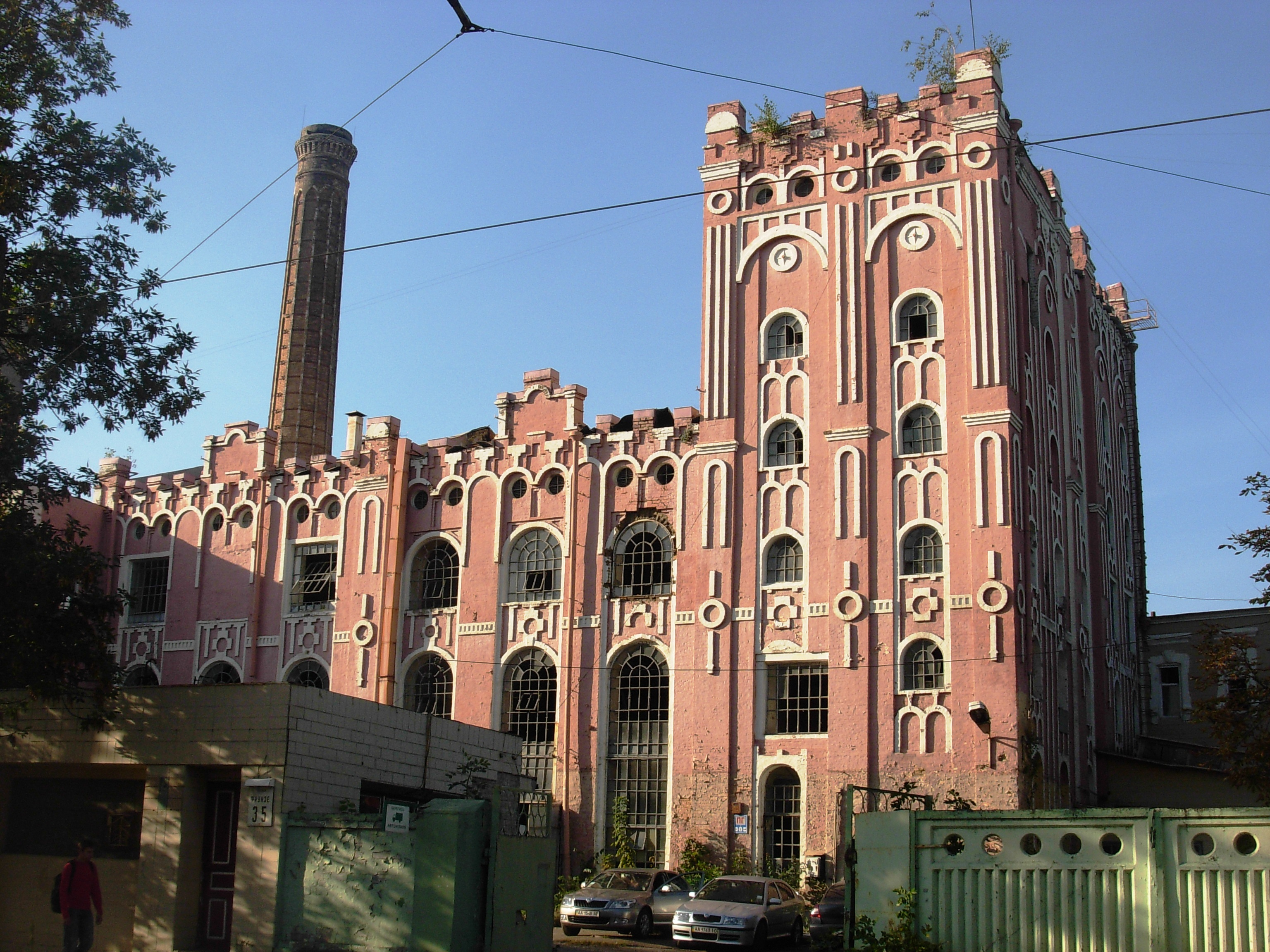
Пивоварня М. Ріхерта, м. Київ

- Батько — Ріхерт Вільгельм Якович (1825—1892), волинянин та почесний громадянин[3]
- Брат — Ріхерт Яків Вільгельмович (1859 — 19??), володів броварнею, в приміщенні якої діяв Київський завод шампанських вин. Займав важливі посади в Київському міському управлінні. Він був гласним Київської міської думи з 1901 по 1914 роки, брав участь у численних комісіях.
- Дружина — Ріхерт Єлисавета Василівна
- Син — Ріхерт Володимир Михайлович (10.07.1894 — 19??), навчався Київському університеті (1912—1916), спочатку на природничому відділенні фізико-математичного факультету, а від осені 1913 р. — на юридичному. Був відрахований «через призов на військову службу». У грудні 1917 р. прапорщик 267-го піхотного запасного полку клопотав про зарахування на 5-й семестр юридичного факультету[4].